# François Villon
François Villon (hom creu que el seu nom vertader fou François de Montcorbier o François des Loges, 1431 - 1463) va ser un poeta francès que va viure mitjan segle xv.
Va néixer el 1431 i es desconeix quan es va morir. La seva creació més celebrada és La balada dels penjats, escrita quan esperava la seva execució a la forca. Les dades sobre la vida de François Villon són incertes. Es diu sempre d'ell que era un marginal, que no poques vegades va ser empresonat, que era un truà.

## Biografia

### Naixement
Villon va néixer a París el 1431. Una font dona la data com a 19 d'abril de 1432.

### Primers anys de vida
El nom real de Villon podria haver estat François de Montcorbier o François des Loges: tots dos noms apareixen en documents oficials redactats en vida de Villon. En la seva pròpia obra, però, Villon és l'únic nom que utilitzava el poeta, i l'esmenta amb freqüència a la seva obra. Les seves dues col·leccions de poemes, especialment Le Testament (també conegut com Le gran testament), s'han llegit tradicionalment com si fossin autobiogràfics. Altres detalls de la seva vida es coneixen per la cort o altres documents civils.
Pel que ens diuen les fonts, sembla que Villon va néixer a la pobresa i va ser criat per un pare d'acollida, però que la seva mare encara vivia quan el seu fill tenia trenta anys. El cognom «Villon», ens diu el poeta, és el nom que va adoptar del seu pare adoptiu, Guillaume de Villon, capellà de la col·legiata de Saint-Benoît-le-Bétourné i professor de dret canònic, que va prendre Villon a càrrec seu. François descriu Guillaume de Villon com «més que un pare per a mi».

### Vida estudiantil
Villon es va convertir en estudiant d'arts, potser als dotze anys d'edat. Va rebre una llicenciatura de la Universitat de París el 1449 i un màster el 1452. Entre aquest any i el 1455 no se sap res de les seves activitats. L'Encyclopædia Britannica (onzena edició) (1910-1911) diu que "S'han fet intents, de la manera habitual de la biografia conjectural, d'omplir el buit amb allò que un jove graduat de tendències bohèmies hauria, podria o hauria pogut fer, però són principalment inútil".

### Activitats presumptament delictives

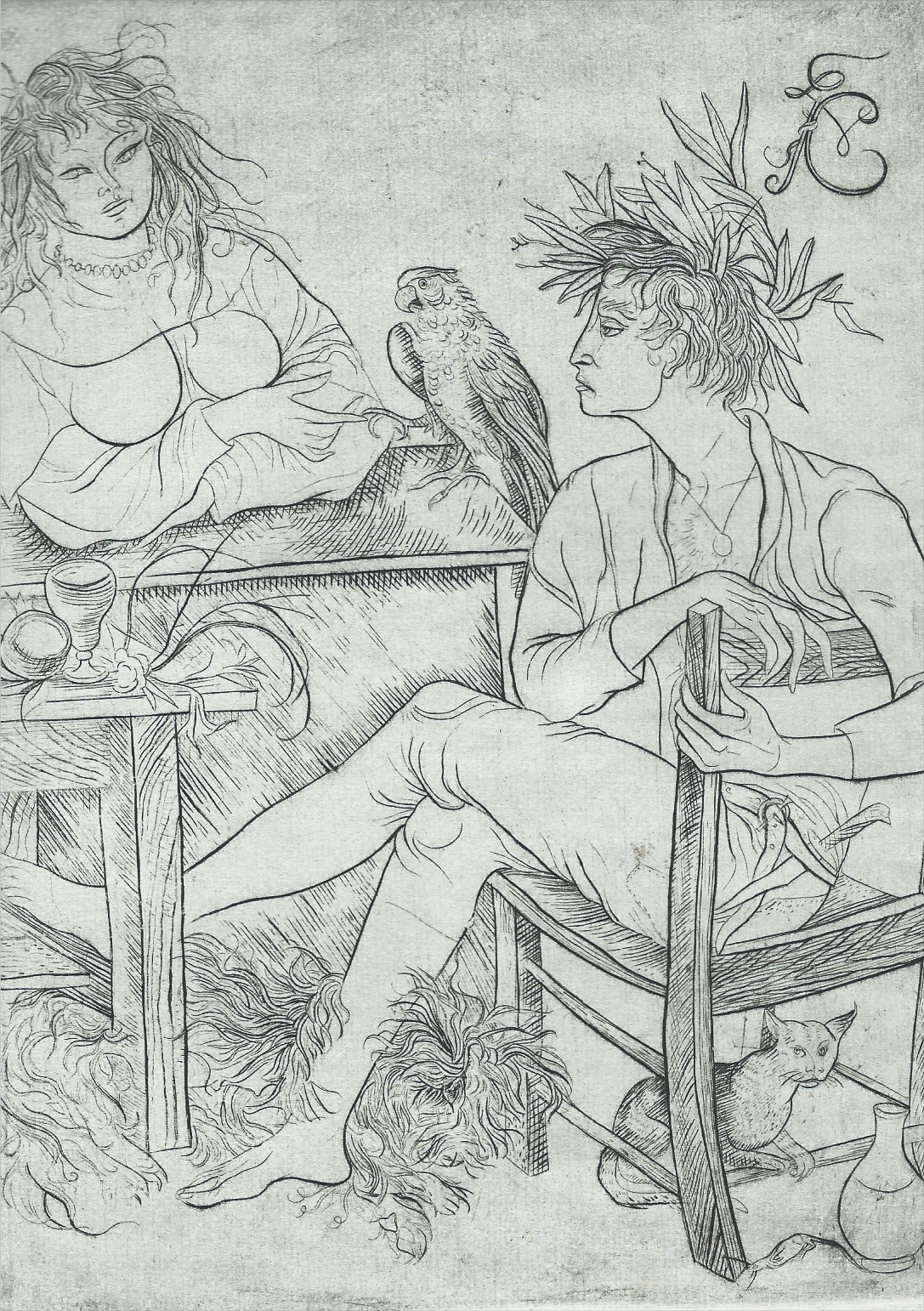
Representació de Villon per l'artista mexicà Federico Cantú Garza

Però després d'haver-hi obtingut una llicenciatura, descura l'estudi per córrer darrere de l'aventura. A partir d'aquesta època, la seva vida tindrà per teló de fons la Guerra dels cent anys i el seu seguici de brutalitats, fam i epidèmies. El 5 de juny de 1455 es va produir el primer incident important registrat de la seva vida. Mentre es trobava al carrer Saint-Jacques en companyia d'un sacerdot anomenat Giles i d'una noia anomenada Isabeau, va conèixer un bretó anomenat Jean le Hardi, un mestre de les arts, que també estava amb un sacerdot, Philippe Chermoye (o Sermoise o Sermaise). Va esclatar una baralla i es van treure punyals. Sermaise, que és acusat d'haver amenaçat i atacat Villon i extret la primera sang, no només va rebre un cop de punyal a canvi, sinó un cop d'una pedra, que el va colpejar. Va morir de les seves ferides. Villon va fugir i va ser condemnat al desterrament, sentència que va ser revocada el gener de 1456 per un indult del rei Carles VII després de rebre la segona de les dues peticions que afirmaven que Sermaise havia perdonat a Villon abans de morir. Existeixen dues versions diferents del perdó formal; en un, el culpable és identificat com François des Loges, autrement dit Villon (François des Loges, altrament anomenat Villon), a l'altre com François de Montcorbier. També es diu que es va anomenar el barber-cirurgià que li va vestir les ferides com a Michel Mouton. Els documents d'aquest afer confirmen almenys la data del seu naixement, presentant-lo amb vint-i-sis anys o més o menys.
Pels voltants de Nadal de 1456, la capella del Col·legi de Navarra va ser trencada i es van robar cinc-centes corones d'or. Villon va participar en el robatori. Molts estudiosos creuen que va fugir de París poc després i que va ser quan va compondre el que ara es coneix com a Le Petit Testament ("El petit Testament") o Le Lais ("Llegat" o "Llegats"). El robatori no es va descobrir fins al març de l'any següent, i no va ser fins al maig que la policia va arribar a la pista d'una banda d'estudiants lladres, a causa de la indiscreció d'un d'ells, Guy Tabarie. Va passar un any més, quan Tabarie, després d'haver estat detingut, va girar la prova del rei i va acusar l'absent Villon d'ésser el capdavanter, i d'haver anat a Angers, almenys en part, per organitzar-hi robatoris similars. Villon, per aquest o per un altre crim, va ser condemnat al desterrament; no va intentar tornar a París. Durant quatre anys, va ser un vagabund. Potser era, com eren els seus amics Regnier de Montigny i Colin des Cayeux, membre d'una banda de lladres errants.
Poc després participa en el furt del Col·legi de Navarra. Entre 1456 i 1461, prossegueix les seves aventures per la vall del Loira, va a la presó durant l'estiu de 1461, però és alliberat uns mesos més tard en ocasió d'una visita de Lluís XI.

### El Testament, 1461
De tornada a París, escriu Le Testament (o Le Grand Testament, com també es coneix), però és arrestat una vegada més el 1462. És torturat i condemnat a la forca, però la pena és commutada per deu anys d'allunyament de París.
La següent data per a la qual es consta el parador de Villon és l'estiu de 1461; Villon va escriure que va passar aquell estiu a la presó del bisbe de Meung-sur-Loire. El seu crim és desconegut, però en Le Testament («El Testament») datat d'aquest any ataca amargament el bisbe Thibault d'Aussigny, que tenia la seu d'Orleans. Villon podria haver estat alliberat com a part d'un lliurament general a la presó a l'ascens del rei Lluís XI i es va convertir en un home lliure el 2 d'octubre de 1461.
A la tardor de 1462, tornava a viure als claustres de Saint-Benoît.

### Desterrament i desaparició
El novembre de 1462, Villon va ser empresonat per robatori. Va ser portat a la fortalesa del Grand Châtelet que es trobava a l'actual Place du Châtelet a París. A falta de proves, es va recuperar l'antic càrrec de robatori al Col·legi de Navarra. No va arribar cap indult reial per contrarestar la demanda de restitució, però es va acceptar la fiança i Villon va ser alliberat. No obstant això, va caure de seguida en una baralla al carrer. Va ser arrestat, torturat i condemnat a ser penjat (pendu et étranglé), encara que la sentència va ser commutada per desterrament pel parlament el 5 de gener de 1463.
El destí de Villon després de gener de 1463 és desconegut. Rabelais torna a explicar dues històries sobre ell que normalment es descarten perquè no tenen cap base de fet. Anthony Bonner va especular que el poeta, quan va marxar de París, estava «trencat de salut i d'esperit». Bonner escriu a més:

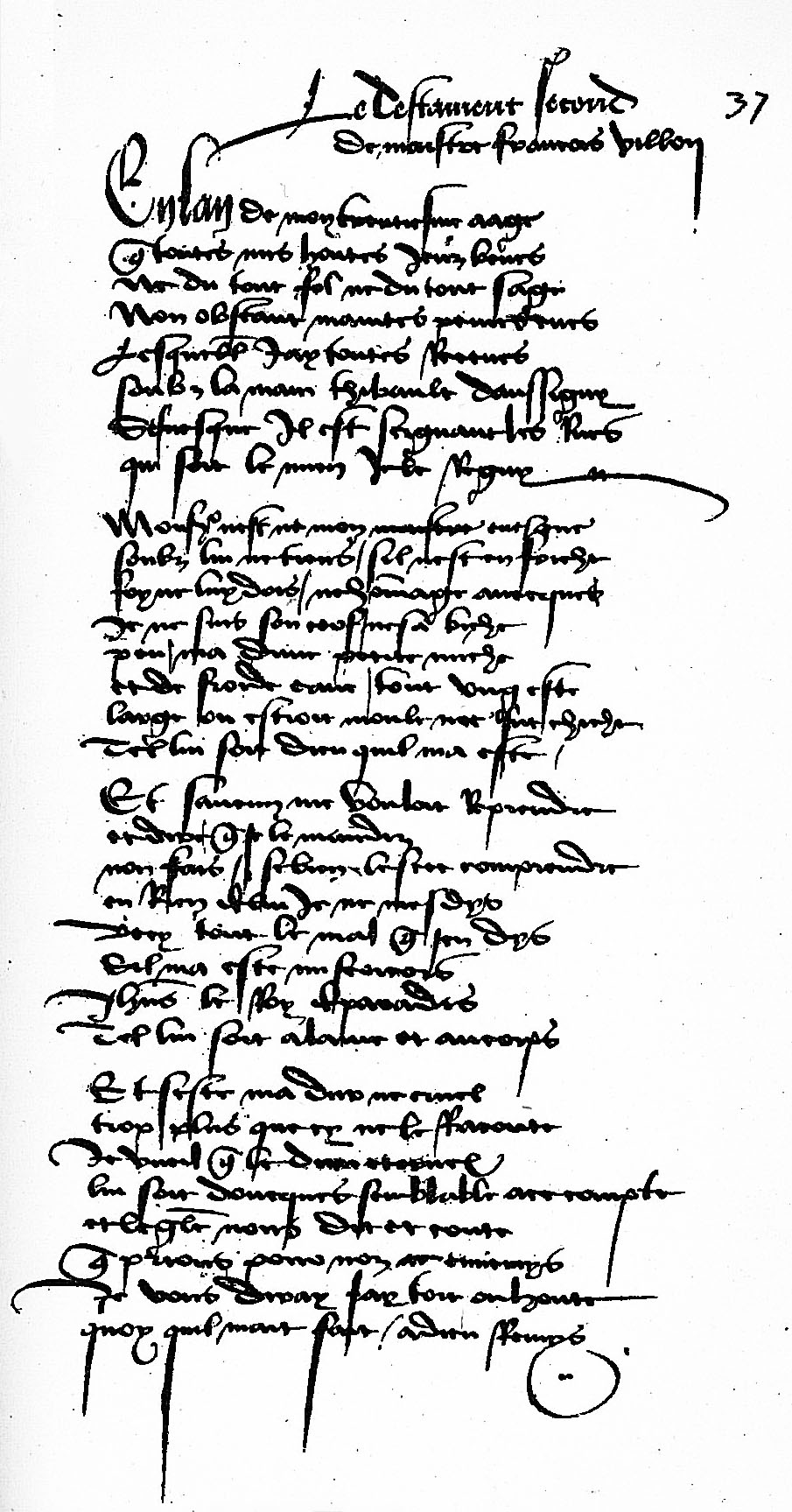
Una pàgina del gran testament de Villon. Kungliga biblioteket a Estocolm, Suècia.

| « | Podria haver mort sobre una estora de palla en alguna taverna barata, o en una cel·la freda i humida; o en una baralla en algun carrer fosc amb un altre coquillard francès; o potser, com sempre va témer, en una forca d'un petit poble de França. Probablement mai no ho sabrem. | » |

### Poesia

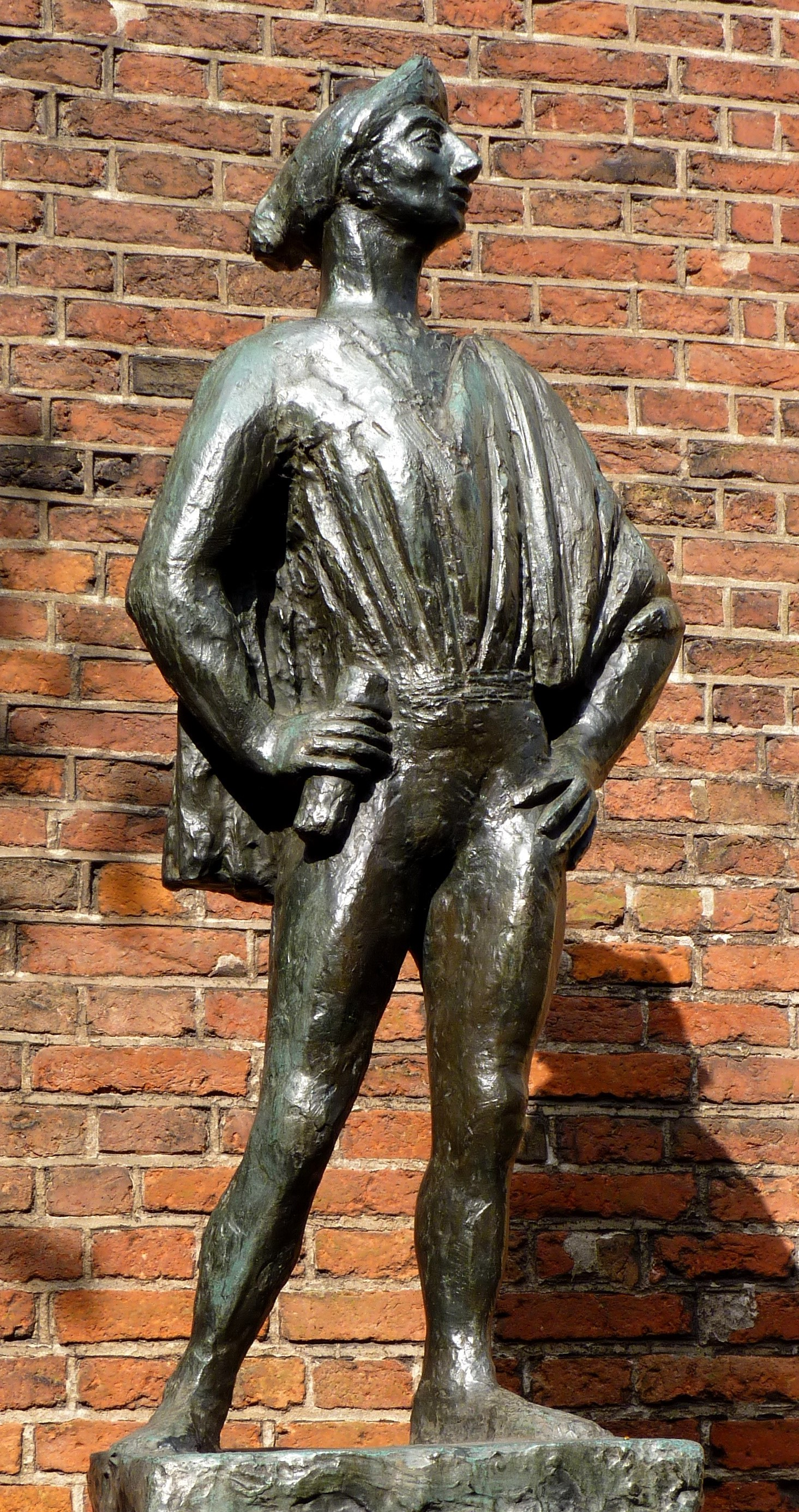
Estàtua a Utrecht

Villon va ser un gran innovador pel que fa als temes de la poesia i, a través d'aquests temes, un gran renovador de les formes. Entenia perfectament l'ideal cortès medieval, però sovint optava per escriure a contracorrent, revertint els valors i celebrant les vides destinades a la forca, caient feliçment en la paròdia o en les bromes lascives, i innovant constantment en la seva dicció i vocabulari; alguns poemes menors fan un ús extensiu de l'argot dels lladres parisencs. Tot i així, el vers de Villon tracta sobretot de la seva pròpia vida, un registre de pobresa, problemes i judici que sens dubte va ser compartit pel públic destinat als seus poemes.
Els poemes de Villon estan esquitxats de misteris i acudits ocults. Estan esquitxats amb l'argot de l'època i la subcultura del submón en què es va moure Villon. Les seves obres també estan plenes d'acudits privats i plenes de noms de persones reals (homes rics, oficials reials, advocats, prostitutes i policies) del París medieval.

## Obra
Villon no va renovar tant la forma de la poesia del seu temps com els seus temes. Va donar nova vida a motius heretats de la cultura medieval que ell coneixia a la perfecció i els va animar amb la seva pròpia i original personalitat.

### Lista cronològica d'obres

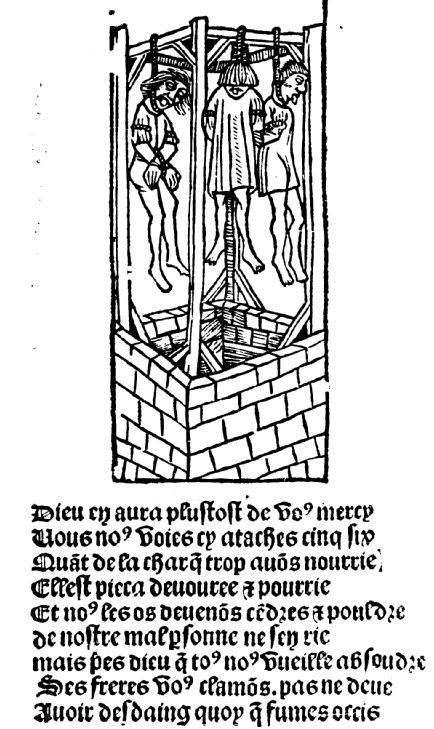
La Ballade des pendus, edició Treperel, Paris, 1500.

- Ballade des contre vérités (1455 ?–1456 ?, Paris)
- Le Lais (1457, Paris)
- Épître à Marie d'Orléans (inicis 1458, Blois)
- Double ballade (inicis 1458, Blois)
- Ballade des contradictions (inicis 1458, Blois)
- Ballade franco-latine (inicis 1458, Blois)
- Ballade des proverbes (octubre-novembre 1458, Vendôme ?)
- Ballade des menus propos (octubre-novembre 1458, Vendôme ?)
- Épître à ses amis (estiu de 1461, Meung-sur-Loire)
- Débat du cuer et du corps de Villon (estiu de 1461, Meung-sur-Loire)
- Ballade contre les ennemis de la France (final de 1461, Meung-sur-Loire)
- Requeste au prince (final de 1461, Meung-sur-Loire)
- Le Testament (1461), que inclou també: Ballade des dames du temps jadis (1458-9, cf. supra)
  - la Ballade des dames du temps jadis fou cantada, entre altres obres, per Georges Brassens.[13]
  - Original i traducció literal a l'anglès;

| Dictes moy où, n'en quel pays, Est Flora, la belle Romaine ; Archipiada, ne Thaïs, Qui fut sa cousine germaine; Echo, parlant quand bruyt on maine Dessus rivière ou sus estan, Qui beauté eut trop plus qu'humaine? Mais où sont les neiges d'antan! Où est la très sage Heloïs, Pour qui fut chastré et puis moyne Pierre Esbaillart à Sainct-Denys? Pour son amour eut cest essoyne. Semblablement, où est la royne Qui commanda que Buridan Fust jetté en ung sac en Seine? Mais où sont les neiges d'antan! La royne Blanche comme ung lys, Qui chantoit à voix de sereine; Berthe au grand pied, Bietris, Allys; Harembourges qui tint le Mayne, Et Jehanne, la bonne Lorraine, Qu'Anglois bruslerent à Rouen; Où sont-ilz, Vierge souveraine ? Mais où sont les neiges d'antan! Prince, n'enquerez de sepmaine Où elles sont, ne de cest an, Qu'à ce refrain ne vous remaine: Mais où sont les neiges d'antan! | Tell me where, in which country Is Flora, the beautiful Roman; Archipiada, or Thaïs Who was her first cousin; Echo, speaking when one makes noise Over river or on pond, Who had a beauty too much more than human? Oh, where are the snows of yesteryear! Where is the very wise Héloïse, For whom was castrated, and then (made) a monk, Pierre Esbaillart (Abelard) in Saint-Denis? For his love he suffered this sentence. Similarly, where is the Queen (Marguerite de Bourgogne) Who ordered that Buridan Be thrown in a sack into the Seine? Oh, where are the snows of yesteryear! The queen Blanche (white) as a lily (Blanche of Castile) Who sang with a Siren's voice; Bertha of the Big Foot, Beatrix, Aelis; Erembourge who ruled over the Maine, And Joan (Joan of Arc), the good (woman from) Lorraine Whom the English burned in Rouen; Where are they, oh sovereign Virgin? Oh, where are the snows of yesteryear! Prince, do not ask me in the whole week Where they are - neither in this whole year, Lest I bring you back to this refrain: Oh, where are the snows of yesteryear! |
| | |

- Ballade des seigneurs du temps jadis
- Ballade en vieux langage françois
- Les regrets de la belle Heaulmiere
- Ballade de la Belle Heaulmière aux filles de joie
- Double ballade sur le mesme propos
- Ballade pour prier Nostre Dame
- Ballade à s'amie
- Lay ou rondeau
- Ballade pour Jean Cotart
- Ballade pour Robert d'Estouteville
- Ballade des langues ennuieuses
- Les Contredits de Franc Gontier
- Ballade des femmes de Paris
- Ballade de la Grosse Margot
- Belle leçon aux enfants perdus
- Ballade de bonne doctrine
- Rondeau ou bergeronnette
- Épitaphe
- Rondeau
- Ballade de conclusion
- Ballade de bon conseil (1462, Paris)
- Ballade de Fortune (1462, Paris)
- Le jargon et jobellin dudit Villon (títol que esmenta Levet, 1489, Paris)
- Cinq autres ballades jargonnesques du manuscrit de Stockholm (ms copiat després de 1477).
- Ballade des pendus (final de 1462, Paris)
- Quatrain (final de 1462, Paris)
- Louanges à la cour (gener1463, Paris)
- Question au clerc du guichet (gener 1463, Paris)

## En la cultura popular

### Teatre
L'obra i novel·la de 1901 de Justin Huntly McCarthy, If I Were King, presentava una visió romàntica de Villon, utilitzant el tema King for a Day i donant al poeta un final feliç amb una bella dona noble.
El rei vagabund és una opereta de 1925 de Rudolf Friml. Basat en l'obra de McCarthy, finalment es va convertir en dues pel·lícules. (Mirar abaix.)
Die Dreigroschenoper (L'òpera de tres penics), de 1928, de Kurt Weill i Bertold Brecht, conté diverses cançons que es basen lliurement en poemes de Villon. Aquests poemes inclouen Les Contredits de Franc Gontier, La Ballade de la Grosse Margot i L'Epitaphe Villon. Brecht va utilitzar traduccions alemanyes dels poemes de Villon que havien estat preparats per Karl Anton Klammer, tot i que Klammer no surt als crèdits.
Daniela Fischerová va escriure una obra de teatre en txec que es va centrar en el judici de Villon anomenada Hodina mezi psem a vlkem, que literalment es tradueix com 'L'hora entre el gos i el llop'. La Juilliard School de la ciutat de Nova York va muntar una producció de l'obra l'any 1994, dirigida per Michael Mayer amb música de Michael Philip Ward.

### François Villon i el cinema
La vida de Villon va inspirar diverses obres cinematogràfiques.
- 1927. The Beloved Rogue. Alcan Coslan.
- 1930. The Vagabond King. Ernest Lubitsch i Ludwig Berger. Pel·lícula Technicolor de dues tires protagonitzada per Dennis King i Jeanette MacDonald, i el 1956, una pel·lícula protagonitzada per Oreste Kirkop i Kathryn Grayson.
- 1938. If I were King . Frank Lloyd. Pel·lícula muda de 1920 protagonitzada per William Farnum, i per a la versió de 1938, adaptada per Preston Sturges, dirigida per Frank Lloyd, i protagonitzada per Ronald Colman com François Villon, Basil Rathbone com a Lluís XI i Frances Dee com a Katherine.
- 1945. François Villon. Pel·lícula de drama històric francès dirigida per André Zwoboda i protagonitzada per Serge Reggiani, Jean-Roger Causimon i Henri Crémieux.[16]
- 2009. Kichitaro Negishi. L’esposa de Villon.[17]

### Publicacions
El poema de Villon Tout aux tavernes et aux filles va ser traduït a l'anglès pel poeta del segle xix William Ernest Henley com a Villon's Straight Tip To All Cross Coves. Un altre dels poemes atribuïts a Henley, escrits en argot de lladres, és Villon's Good-Night.
Els poemes Archy i Mehitabel de Don Marquis inclouen un poema d'un gat que és Villon reencarnat.
Al conte d'Ursula K. Le Guin April in Paris (publicat l'any 1962), un professor nord-americà de francès medieval es troba a París investigant la qüestió no resolta de com va morir Villon quan inesperadament viatja en el temps fins a finals del 1400 i aconsegueix la seva resposta.
L'autora Doris Leslie va escriure una novel·la històrica, I Return: The Story of François Villon publicada el 1962.
A la novel·la d'Antonio Skármeta, El carter de Neruda, s'esmenta que Villon havia estat penjat per delictes molt menys greus que seduir la filla del propietari del bar local.
El poema de Valentyn Sokolovsky La nit a la ciutat de les cireres o esperant François reflecteix la vida de François Villon. Pren la forma dels records d'una persona que va conèixer el poeta i el nom de la qual es pot trobar a les línies del Testament.
L'autor italià Luigi Critone va escriure i il·lustrar una novel·la gràfica basada en la vida i les obres de Villon. El llibre del 2017 es titulava Je, François Villon.

### Música
El violinista belga Eugène Ysaÿe va compondre el Poème núm. 5, "Les neiges d'antan", Op.23, per a violí i orquestra, l'any 1911.
Claude Debussy va musicar tres dels poemes de Villon per a veu solista i piano.
El cantant francès Georges Brassens va incloure el seu propi escenari de Ballade des dames du temps jadis al seu àlbum La Mauvaise Réputation.
Els Poèmes de la Mort (1969-71) del compositor suís Frank Martin es basen en tres poemes de Villon. L'obra és per a la inusual combinació de tres tenors i tres guitarres elèctriques.
Villon va ser una influència en el músic nord-americà Bob Dylan.
El cantant i compositor rus Bulat Okudjava, va compondre Prayer for Francois Villon, una cançó molt popular.

## Traduccions al català
- Les Balades: (balades del testament, poesies diverses i balades en argot). Traducció: Andreu Subirats.  LaBreu, 2010. ISBN 978-84-937976-2-1.